# Paul vom Rode
Paul vom Rode, Paulus von Rode (ur. 4 stycznia 1489 w Quedlinburgu, zm. 12 stycznia 1563 w Szczecinie) – niemiecki reformator i kaznodzieja luterański.

## Życiorys
Pochodził z biednej rodziny. W młodości zarabiał na swoje utrzymanie jako śpiewak. W 1509 roku podjął studia teologiczne na uniwersytecie w Lipsku, w 1513 roku przeniósł się na uniwersytet w Wittenberdze. Uczęszczał na wykłady i kazania Marcina Lutra, był świadkiem dysput po ogłoszeniu przez niego 95 tez. W 1520 roku uzyskał tytuł magistra. W 1523 roku na życzenie Lutra wyjechał do Szczecina, by głosić zasady nowego wyznania. Początkowo, ze względu na sprzeciw uniemożliwiającego mu wstęp do miasta katolickiego duchowieństwa, głosił swoje kazania na Łasztowni. Od 1526 roku za zgodą rady miejskiej prowadził działalność kaznodziejską w kościołach św. Jakuba i św. Mikołaja. Wprowadzał mszę w języku niemieckim i komunię pod dwiema postaciami. W 1527 roku opublikował zasady wiary ewangelickiej. Przedmowę do tego dzieła, zadedykowanego książętom Jerzemu I i Barnimowi IX, napisał Jan Bugenhagen. W 1529 roku, ze względu na wzrost antyprotestanckich nastrojów w radzie miejskiej i usunięcie luterańskiego burmistrza Hansa Stoppelberga, opuścił Szczecin i wyjechał do Goslaru, gdzie w 1531 roku powierzono mu urząd superintendenta.
Po śmierci księcia Jerzego I i objęciu władzy przez luteranina Barnima IX w 1531 roku wrócił do Szczecina. Po sejmie trzebiatowskim w 1534 roku, na którym zdecydowano o przyjęciu na Pomorzu wiary luterańskiej, został superintendentem nowego Kościoła z siedzibą w Szczecinie. Jako najwyższy urzędem duchowny protestancki na Pomorzu dbał o krzewienie Ewangelii i mianował duchownych. W 1537 roku na polecenie księcia Barnima IX podpisał się pod aktem związku szmalkaldzkiego. W tym samym roku uczestniczył w synodzie duchownych luterańskich w Greifswaldzie. Włączał się w organizację Pedagogium Szczecińskiego. Od 1556 roku uczestniczył w pracach nad przygotowaniem nowej ordynacji kościelnej, przyjętej na sejmie w Szczecinie w 1563 roku.
Był dwukrotnie żonaty. Był autorem pisma De divinitate et humanitate Christi oraz zbioru kazań, wydanego drukiem w Bazylei w 1538 roku. Został pochowany pod ołtarzem w szczecińskim kościele św. Jakuba.